# My Heart Will Always Be the B-Side to My Tongue
My Heart Will Always Be the B-Side to My Tongue je druhé EP album Fall Out Boy. Na albu je pět písní v akustických verzích. Objevují se tam písně z alba Take This to Your Grave, ale i z alba nadcházejícího From Under the Cork Tree. Píseň Love Will Tear Us Apart je coververzí skupiny Joy Division.

## Seznam písní
| Číslo | Název                                                                | Délka |
| ----- | -------------------------------------------------------------------- | ----- |
| 1.    | My Heart Is the Worst Kind of Weapon                                 | 3:22  |
| 2.    | It's Not a Side Effect of the Cocaine, I Am Thinking It Must Be Love | 2:11  |
| 3.    | Nobody Puts Baby in the Corner                                       | 3:33  |
| 4.    | Love Will Tear Us Apart                                              | 3:22  |
| 5.    | Grand Theft Autumn/Where is Your Boy                                 | 3:12  |